# Maximilian Delphinius Berlitz
Maximilian Delphinius Berlitz (* 14. April 1852 als David Berlizheimer in Mühringen; † 6. April 1921 in New York City) war ein US-amerikanischer Sprachpädagoge deutscher Herkunft und Gründer der Berlitz Sprachschulen.

## Leben
Als Nachkomme einer jüdischen Kaufmannsfamilie wuchs Berlizheimer in Mühringen im Königreich Württemberg auf. Er emigrierte 1870 in die Vereinigten Staaten, wo er sich den Namen Maximilian Delphinius Berlitz gab. 1872 heiratete er in Westerly, Rhode Island, Lillie Bertha Ehlert (* 1854), Tochter von deutschstämmigen Einwanderern. Das Paar hatte die beiden Töchter Bertha (* 1874) und Millicent (* 1882).
Berlitz verdingte sich anfangs in verschiedenen Berufen, u. a. als Privatlehrer für Latein und Griechisch. Nach wenigen Jahren in Westerly zog die Familie nach Providence, wo Berlitz ab 1875 Latein und Griechisch an der High School unterrichtete, später auch am Warner's Polytechnic Business College. 1877 veröffentlichte er sein Buch The logic of Language. Im Jahr 1878 eröffnete er in Providence seine eigene Sprachschule, die bereits im Gründungsjahr 226 Schüler hatte. Die von Berlitz entwickelte Unterrichtsmethode, die weitgehend auf Grammatik und Übersetzungen verzichtet und ihr Schwergewicht auf Nachsprechen und Konversation legt, wurde rasch populär. Berlitz gründete zahlreiche weitere Sprachschulen in rascher Folge, außer in Amerika auch in verschiedenen europäischen Ländern, die er bereiste. 1890 gab er Kaiser Wilhelm II. persönlich Englischunterricht, später auch dem russischen Zaren Nikolaus II. für dessen Treffen mit Henry Ford. Im Jahr 1900 hatten Berlitz’  Schulen bereits 30.000 Schüler. Da die Sprachschulen vor allem in Europa sehr erfolgreich waren, wurde 1907 der Verwaltungssitz nach Paris verlegt. Berlitz verstarb 1921 in der Bronx an Arteriosklerose und wurde auf dem Woodlawn-Friedhof beigesetzt. Er vererbte die Sprachschule an seinen Enkel Charles Berlitz, der später ein erfolgreicher Schriftsteller wurde. Sein Unternehmen, das nun unter dem Namen Berlitz International, Inc. bekannt ist, betreibt (Stand 2021) mehr als 450 Sprachschulen in 70 Ländern.